# Шарль Леру
Шарль Едуард Ґабріель Леру (фр. Charles Edouard Gabriel Leroux; 13 вересня 1851, Париж — 4 липня 1926) — французький композитор та військовий диригент, засновник нового «європейського» стилю в японській музиці періоду Мейджі.

## Загальні відомості
Народився 13 вересня 1851 року в Парижі, в родині меблевих фабрикантів. З дитинства вчився музиці, в 1870-му вступив до Паризької консерваторії, до класу фортепіано професора Мармонтеля. 1872-го був призваний на військову службу і направлений в 62-й піхотний полк. Наступного року став військовим музикантом. В 1875 році переведений до 78-го піхотного полку помічником капельмейстера, і вже у 1879 році посів його місце. Займався аранжуванням для духового оркестру і фортепіано.
У 1884 році прибув до Японії у складі 3-ї групи військових радників, змінив Гюстава Шарля Дезіре Драгона на посаді інструктора армійських військових оркестрів у перші роки існування Імперської армії Японії. У 1886 році був нагороджений Орденом Вранішнього Сонця 5-го ступеня. У 1889 році повернувся до Франції де був призначений капельмейстером 98-го піхотного полку, з дислокацією у Ліоні. 1899-го отримав чин капельмейстера першого класу (рівний званню капітана). У 1900 році був нагороджений Орденом Почесного Легіону. У 1906 році вийшов у відставку та оселився в шахтарському містечку Монсо-ле-Мін, де керував місцевим духовим оркестром. В останні роки жив у Версалі, де й помер 4 липня 1926 року у віці 74 років.

## Нагороди
- Орден Вранішнього Сонця 5-го ступеня
- Орден Почесного легіону

## Твори
Найвідомішими творами Леру є музика до пісні Тоями Масакадзу «Batto-tai» («З лезом наголо») та написана ним власноруч «Fou Sou Ka» («Пісня про країну Вранішнього Сонця»). Згодом він об'єднав ці два мотиви у композиції «Армійський марш» котра стала офіційним гімном Імперської армії Японії. Окрім того Шарль Леру є автором багатьох творів для фортепіано.
У 1910 році була опублікувана його праця «La Musique Classique Japonaise» (Японська класична музика) — перший виданий на Заході твір про японську музику.

### Гімн Імперської армії Японії

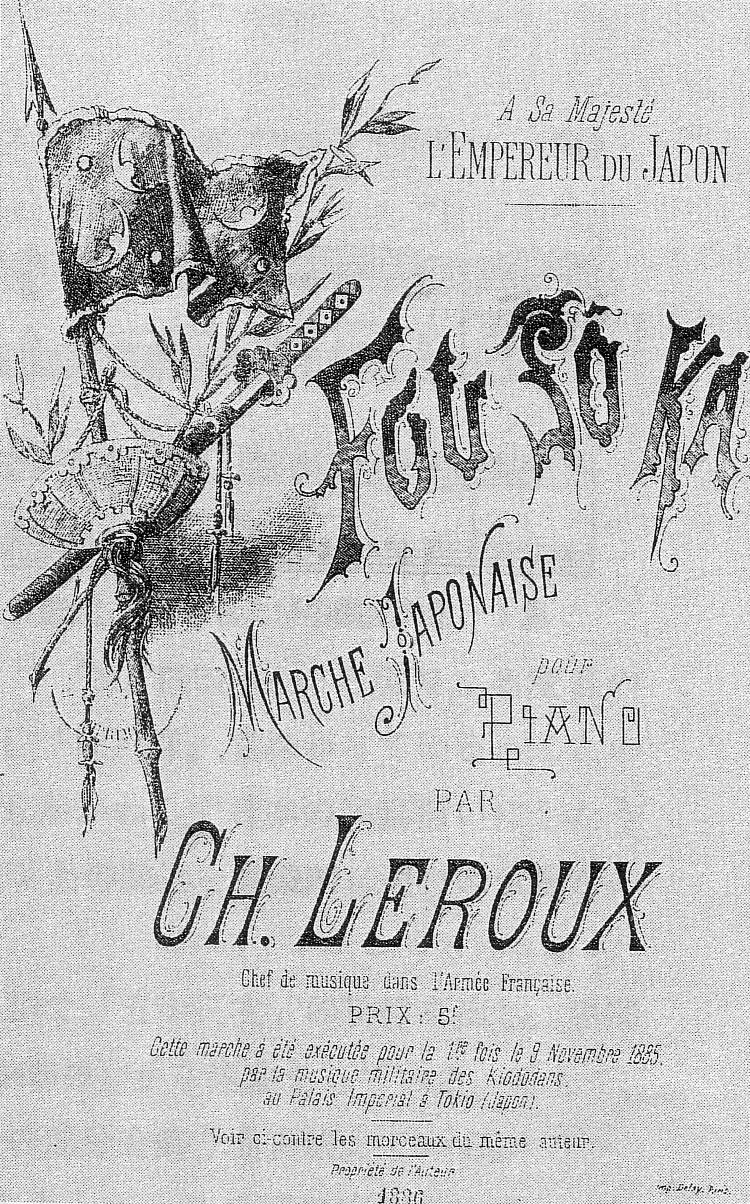
Обкладинка партитури «Fou So Ka»

Складений 1886 року на мотиви двох творів — «Fou Sou Ka» та «Batto-tai». Окрім армії також є маршем японської поліції.
«Batto-tai» — перша японська пісня «західного стилю». Вона була відгуком на війну 1877 року, коли на чолі повстанців став колишній генерал Такаморі Сайґо. У вирішальному жорстокому бої повсталим самураям протистояли війська «нового зразка» Імператора Мейдзі. У 1882 році був опублікований перший збірник поезії «В західному стилі», до котрого увійшов вірш проректора з літературної кафедри Токійського університету Масакадзу Тоями «Пісня загону з оголеними мечами». Як зразок він використав американські похідні пісні, так як у 1870-ті роки навчався у Мічиганському університеті. Французький інструктор армійського оркестру Шарль Леру написав до нього музику, і в липні 1885 року на великому концерті в нещодавно збудованому «Рокумейкані»(яп. 鹿鳴館) відбулася прем'єра твору у присутності Його Величності Імператора Японії. Пісня стала надзвичайно популярною у всіх прошарках суспільства.
Фрагмент тексту пісні:

| Ми — імператорська армія, і вороги Імператора — наші вороги, котрим немає пощади під небесами Генерал супротивника — приклад відчайдушної хоробрості, а його солдати — безстрашні і не бояться смерті, Та зі споконвіку змовникам і зрадникам, проклятим небесами, не бачити гарного життя. |